# هوراسيو زيبالوس
هوراسيو زيبالوس (بالإسبانية: Horacio Zeballos)‏ (ولد في 27 أبريل 1985، في مار ديل بلاتا, الأرجنتين). هو لاعب كرة مضرب محترف.